# Francisco Sohn
Francisco Sohn (Budapest, 16 de agosto de 1915-Buenos Aires, 3 de septiembre de 1988) fue un futbolista y entrenador húngaro-argentino. Jugaba de delantero. Su nombre original era Ferenc Sohn.

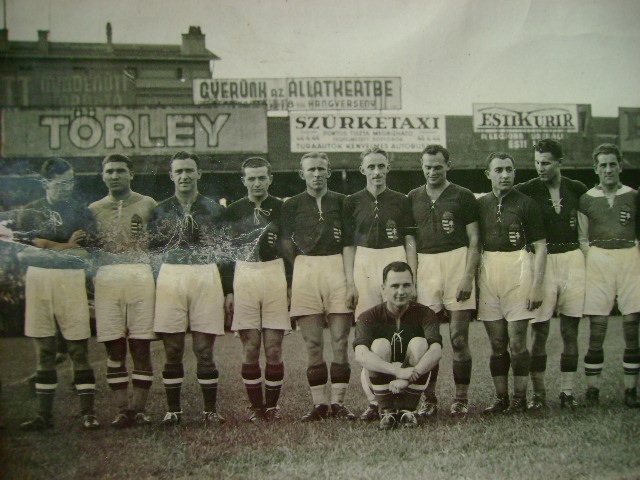
Selección de de Hungría con "Ferenc Sas" (derecha)
(del patrimonio da familia)

## Trayectoria
Nació en Veszprem, Devecser, Hungría el 16 de agosto de 1915 y falleció a la edad de 73 años en Argentina el 3 de setiembre de 1988 en Buenos Aires, Argentina. Hijo de Roza y Leopoldo, su padre falleció en la guerra cuando él era muy pequeño. Comenzó a jugar al fútbol con una pelota de trapo y a pesar de que quiso ser médico el fútbol lo conquistó primero. En Hungría se destacó como puntero derecho donde participó en 7 campeonatos internacionales. En el campeonato mundial de Francia fue visto por un dirigente del club Boca Juniors en la final contra Italia donde fueron derrotados cuatro tantos contra dos, clasificándose campeones los Italianos y los húngaros en segundo puesto. Se hacía llamar "Sas" a pesar de que no era su verdadero apellido, según decía porque en esa época para jugar en el seleccionado había que tener un apellido de origen húngaro y Sohn no lo era, el significado de "Sas" era águila, rótulo ganado por su rapidez para correr.
Luego de varias propuestas por parte de Inglaterra, Estados Unidos y Brasil decidió aceptar la propuesta del club xeneize. Llegó a la Argentina en octubre de 1939 a la edad de 24 años.

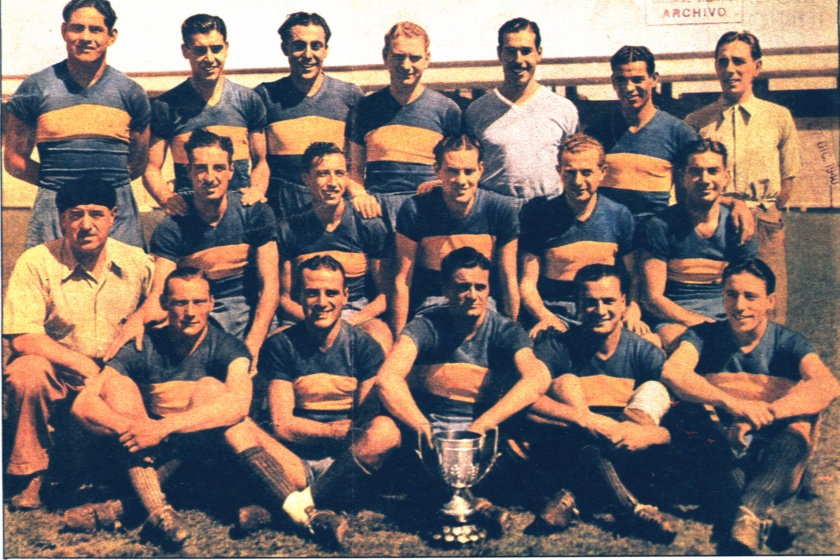
Boca Juniors, Campeón 1940 Parados: Ibáñez, Lazzatti, Angeletti, Valussi, Estrada, General Viana
Medio: Sobral (DT), Marante, Arcadio López, Carniglia, Francisco Sohn "Sas", Arico Suárez
Sentados: Tenorio, Alarcón, Sarlanga, Gandulla, Emeal

Ganó un título, el campeonato de 1940 con Boca Juniors y fue goleador de Boca en 1939 con 9 goles. Llegó de Hungría, escapando de la Segunda Guerra Mundial, allí jugó en el Hungría MTK FC  donde él era el campeón 1936 y 1937. A partir de 1936 hasta 1938 integró la selección de su país que fue subcampeona del mundo en 1938 donde jugó la final ante Italia. Puntero rápido y que tiraba buenos centros.
Desde principios de 1943 jugó durante tres temporadas donde se retiró del fútbol de forma profesional en la segunda división con Argentinos Juniors, dejando un registro de 12 goles en 72 partidos .
En Argentina se casó con Erzsebet Bozsi, su novia de Hungría quien lo siguió hasta la Argentina y tuvieron un hijo Jorge Pablo Sohn y tres nietos Ariel, Debora y Darío Sohn. a su vez, estos tuvieron hijos. Lucas, Agustín, Florencia, Candela y Valentín.
Fue entrenador del campo de deportes del Colegio David Wolfsohn y Macabi en Argentina una vez retirado del fútbol. Además trabajó en la conocida casa de ropa Raitor, cines y joyería.

## Clubes
| Club               | País      | Año       |
| ------------------ | --------- | --------- |
| MTK Budapest       | Hungría   | 1934-1939 |
| Boca Juniors       | Argentina | 1940-1942 |
| Argentinos Juniors | Argentina | 1943-1945 |